# Eulalia semenovi
Eulalia semenovi är en ringmaskart som beskrevs av Averincev 1972. Eulalia semenovi ingår i släktet Eulalia och familjen Phyllodocidae. Inga underarter finns listade i Catalogue of Life.